# Francis Stewart (fotograf)
Francis Leroy Stewart (22. července 1909, Mesa, Arizona - 23. srpna 1992, Willits, Kalifornie) byl americký fotograf. Fotografoval hodně v amerických internačních táborech, jako byly například Manzanar nebo Tule Lake v Kalifornii.

## Život a dílo
Studoval různé umělecké školy, diplom získal v roce 1929 na umělecké škole v Los Angeles. Během první poloviny velké hospodářské krize se specializoval na reklamu pro noviny a časopisy. V roce 1935 byl zaměstnán u San Francisco Call Bulletin. V květnu 1942 začal pracovat pro společnost War Relocation Authority, což byl orgán odpovědný za internaci a stěhování japonských Američanů během druhé světové války. Většina jeho tvorby z let 1942-1943 se soustředila na japonské Američany a Japonce v deseti stálých táborech, včetně Tule Lake, Poston, Topaz, Gila River a Minidoka.
Asi 1000 jeho negativů je spravováno v archivu National Archives and Records Administration, spadají do kategorie public domain a jsou k dispozici na úložišti obrázků Wikimedia Commons.

## Galerie

Parker, Arizona
Relokační centrum Manzanar, Manzanar, Kalifornie
Tule Lake Relocation Center, Newell, Kalifornie
Tule Lake Relocation Center, Newell, Kalifornie
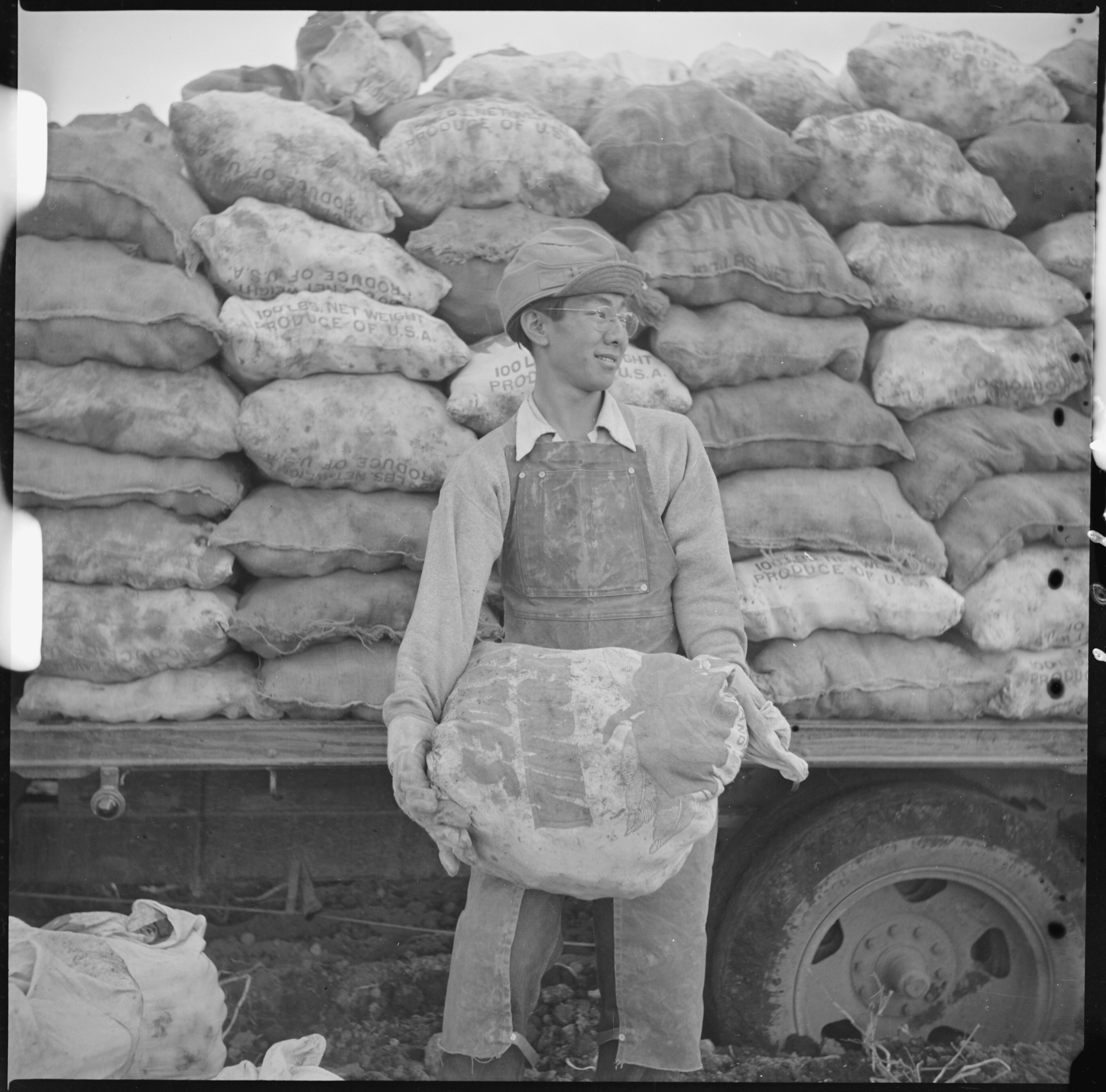
Tule Lake Relocation Center, Newell, Kalifornie
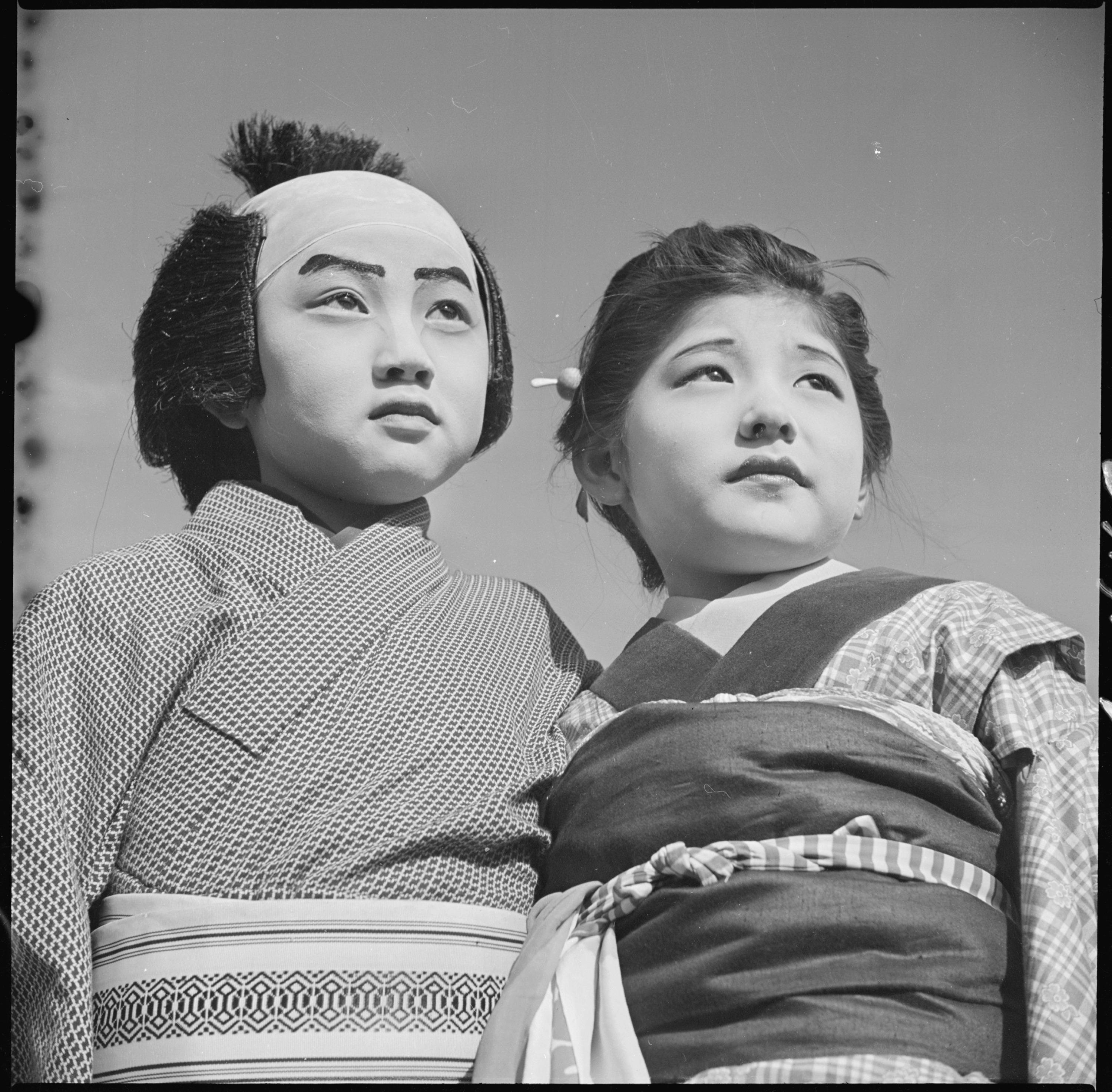
Tule Lake Relocation Center, Newell, Kalifornie
Gila River Relocation Center, Rivers, Arizona
Tule Lake Relocation Center, Newell, Kalifornie
Relokační centrum Manzanar, Manzanar, Kalifornie
Tule Lake Relocation Center, Newell, Kalifornie
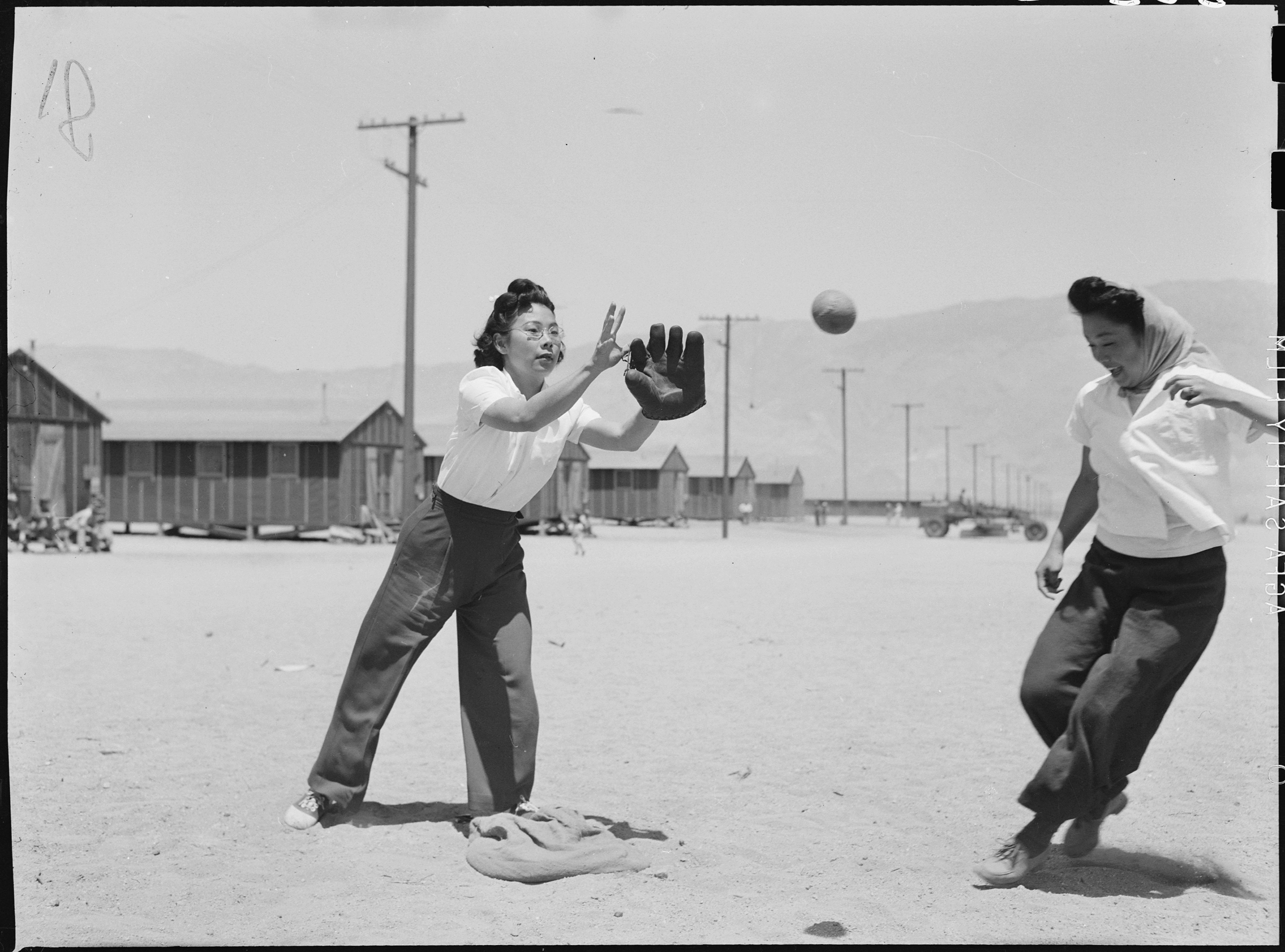
Relokační centrum Manzanar, Manzanar, Kalifornie
Poston, Arizona
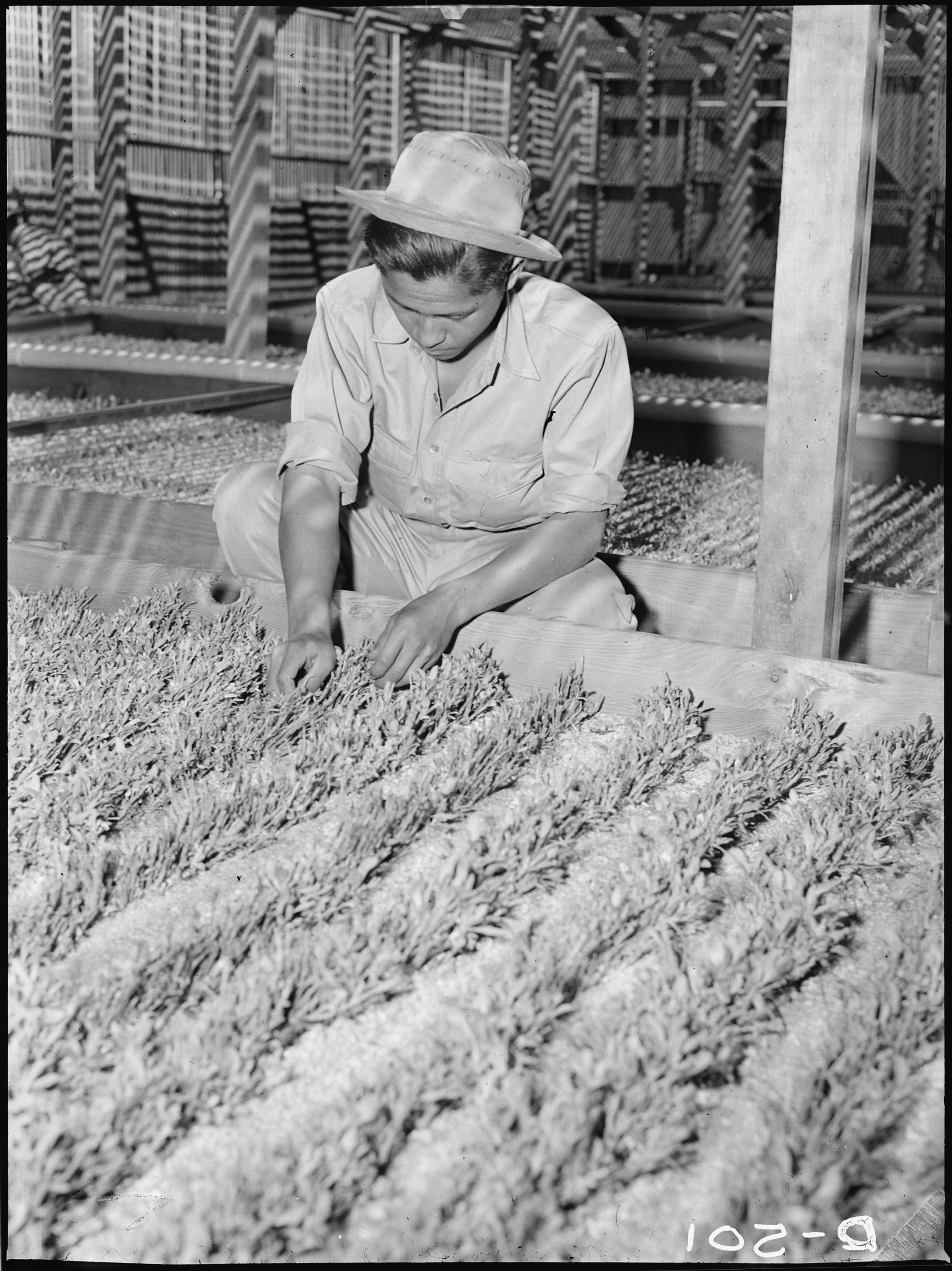
Relokační centrum Manzanar, Manzanar, Kalifornie
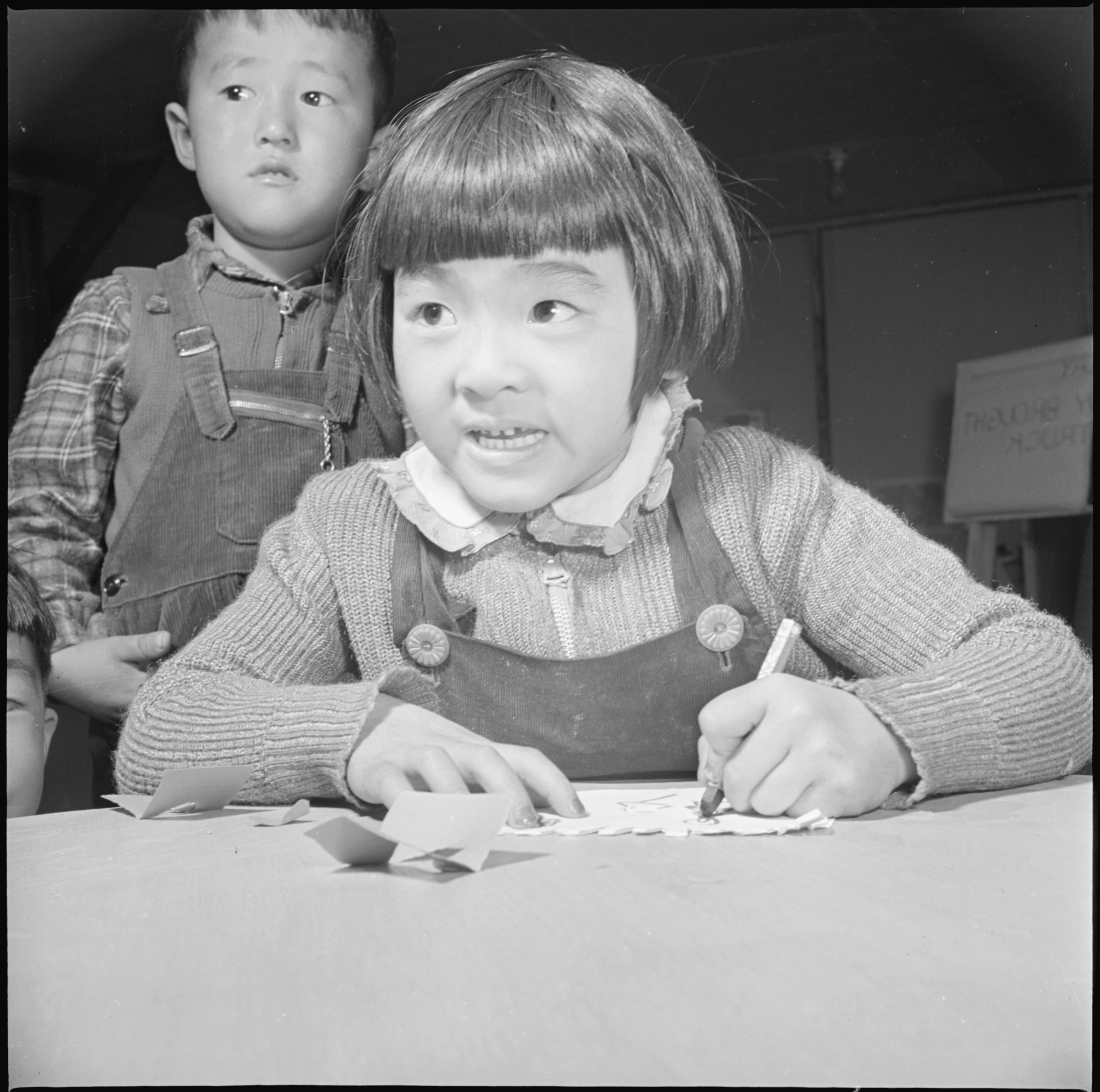
Relokační centrum Manzanar, Manzanar, Kalifornie
Relokační centrum Tule Lake, Newell, Kalifornie